# Максимова Олена Геннадіївна
Олена Геннадіївна Максимова (нар.. 9 серпня 1979, Севастополь, Українська РСР, СРСР) — російська співачка, фіналістка телепроєкту «Голос» 2 сезон на Першому каналі, ведуча концертів на головних майданчиках країни, екс-солістка гурту «Non Stop», переможниця суперсезону проєкту «Точнісінько» на «Першому каналі», фіналістка російського національного відбору на «Євробачення-2012», екс-солістка групи «REFLEX», фіналістка вокального конкурсу «Нова хвиля 2008», учасниця та виконавиця головної жіночої ролі в Мюзиклі We will rock you Росія.

## Біографія

### Ранні роки
Олена Максимова народилася у серпні 1979 року в Криму. У місті Севастополі пройшли дитячі та юнацькі роки співачки. Батько Максимової — Геннадій Миколайович, був військовим. Мати — Ніна Михайлівна — педагог, працювала вихователькою у дитячому садку, у тому ж куди ходила донька. Співати дівчинка почала з раннього дитинства, тому що вже в 4 роки у неї виявився абсолютний слух та добрий голос. Максимова співала та виступала майже без зупинки. У дитячому садку вона була практично незмінною Снігуронькою та Червоною Шапочкою. Її коронним номером була пісня дресирувальника слона. Накрившись сірим розписним покривалом, вихователька зображала слона, а юна артистка співала. Батьки всіляко розвивали здібності дитини та віддали доньку в музичну школу, а вже у 11 років дівчинка співала в ансамблі «Мульти-Макс», одному з найвідоміших дитячих колективів України. У складі цього танцювального гуртка вона відвідала багато міст країни і стала лауреатом багатьох телеконкурсів. Мати не встигала одночасно працювати та супроводжувати доньку на конкурси, тому їй довелося звільнитися та присвятити себе дитині. Музичну школу Максимова закінчила за класом фортепіано.

### Кар'єра
Незважаючи на те, що з дитинства Олена Максимова мріяла про кар'єру артистки, її батьки наполягли на тому, щоб дочка здобула серйозну освіту, тому після випускного вона віддала документи до Севастопольського державного технічного університету на факультет іноземних мов, який закінчила, отримавши червоний диплом. Але після закінчення вузу вона все ж таки вирішила здійснити свою мрію і вступила до РАТІ ГІТІС, а саме до його Чорноморського відділення, де навчалася три роки. Їхній курс базувався в Театрі Матроський клуб, який належить Чорноморському флоту. Там її помітив диригент оркестру штабу флоту та запросив стати солісткою оркестру Чорноморського флоту. Вони ходили кораблем «Керч». Це був безцінний співочий досвід, тому що разом з оркестром вона часто виступала та брала участь у великих конкурсах, а в 1998 році у цьому складі представляла Росію у Каннах на Фестивалі військових оркестрів. У цей же час вона стала переможницею фестивалю під назвою Ялта-Москва-Транзит.
У 2004 році Олені Максимовій вдалося пройти кастинг на участь у російській постановці мюзиклу We Will Rock You, залишивши позаду понад 1000 претенденток і потрапивши в основний склад, де її музичним консультантом став Браян Мей, гітарист гурту Queen. Молода вокалістка здивувала музиканта своїм тембром та вимовою. Після Браяна Мея її другим музичним наставником став бас-гітарист мюзиклу Денні Міранда (Danny Miranda). Він також записав баси у деяких піснях майбутнього альбому Максимової.
В 2006 продюсер В'ячеслав Тюрін запросив молоду співачку до свого нового проєкут, який він назвав гурт «Non Stop». Саме у складі цього нового поп-гурту Максимова взяла участь у музичному фестивалі «П'ять зірок».
У 2008 році дівчина стає фіналісткою міжнародного конкурсу молодих вокалістів «Нова Хвиля», де вона виконала пісню «Крила ангела», яка довго була однією з композицій, що найбільш часто скачуються в інтернеті. У 2009 році вона стала однією з солісток групи REFLEX, де пропрацювала майже два роки.
У березні 2009 року в концертному залі Москви «Мир» пройшла прем'єра нового проєкту композитора Павла Кашина — «Декаданс», голосом цієї групи стала Олена Максимова. У складі цього проєкту Максимова виконала понад десять композицій англійською мовою.
У 2012 році Олена Максимова стала учасницею та дійшла до фіналу національного відбору «Євробачення-2012» з піснею «Brave», написаною шведськими авторами.

## Участь у телепроєктах
У 2013 році Олена Максимова проходить «сліпі прослуховування» 2-го сезону шоу «Голос», виконавши пісню «Run to You». На сліпих прослуховуваннях всі судді повернулися, щоб побачити виконавицю, але вибрала вона наставником Леоніда Агутіна. Максимова дійшла до півфіналу конкурсу, де виступила з кавер-версією «Back in the USSR» гурту The Beatles.
Закріпити успіх вона змогла цього ж року. Перший канал запросив її на другий сезон шоу перевтілень «Точь-в-точь», де Олена Максимова постала перед телеглядачами у більш ніж 15-ти образах. Серед них — перетворення на Майкла Джексона з його Black or White, пісня з фільму Титанік My Heart Will Go On в образі Селін Діон і Підмосковні вечори.
У 2016 році Олена Максимова взяла участь у проєкті «Точь-в-точь. Суперсезон», в який були запрошені найяскравіші учасники попередніх сезонів, що запам'яталися. Фінал шоу відбувся 22 січня 2017 року, а Олена Максимова, набравши найбільшу кількість балів (299), стала переможницею. У фінальному випуску «Суперсезону» Олена Максимова постала перед глядачами в образі Земфіри.

## Дискографія
| - Я с тобой - Тебя не отпущу - Слышишь, отошел - Счастье внутри - До рассвета - Будь со мной - Наш первый Новый Год - Крылья ангела - Когда любовь придёт - Простилась - Футбол это круто - Невесомые слова - Подружки - Мимо лета - Новый год - Лето - Креститель - Простилась - Please Go Away - Brave | - Девочка ветер - Мой любимый город - Се-ля-ви - Белая метелица - Я на всё согласна - Фараон - Falling in Love - What For - Lies and Kisses - Moscow (Dangerous Town) - Last Dance - Sadness - Two angels - Song about Love - Гімн кінофестивалю «Герой и время» - Гімн вокального конкурсу «П'ять зірок» - Гімн Москваріума |

## Відеографія
- 2014 — кліп на пісню «Наш первый Новый Год» Учасники трьох сезонів шоу «Голос» взяли участь у зйомках кліпу, Микола Петрович Агутін зіграв роль чарівника, а сама Олена втілилася в дівчину, з якою сталося диво напередодні свята[30].
- 2015 — кліп на пісню «Тебя не отпущу» (текст Автор музики та слів — Леонід Агутін, режисер Ірина Миронова), Прем'єра відбулася 23.01.2015 на YouTube. Головна героїня, артистка цирку, бере участь у небезпечному трюку з метанням ножів. Наставник співачки Леонід Агутін також узяв участь у знімальному процесі.[31]
- 2016 — кліп на пісню «Невесомые слова» (Автор музики та слів — Микола Петрович Агутін), Зйомки кліпу проходили у романтичній Венеції.[32]
- 2017 — кліп на пісню «До Рассвета» (Автор музики та слів Олексій Малахов, режисер Анна Ренебе).[33]
- 2018 — кліп на пісню «Я с тобой» (Автор музики та слів Олена Максимова, режисер Алан Бадоєв), Найкрасивіший кліп на пісню, написану Оленою Максимовою перед весіллям, яке вона присвятила своєму майбутньому чоловікові.[34]
- 2019 — кліп на пісню «Новогодняя Москва» Олена Максимова та Алекс Баликов (Автор музики та слів Євген Скрипкін).

## Статті та інтерв'ю
- https://rustars.tv/biography/elena-maksimova.html Біографія RUSTARS [Архівовано 25 грудня 2021 у Wayback Machine.]
- http://www.woman.ru/stars/events/article/236087/ Роман із Німецьким артистом [Архівовано 25 грудня 2021 у Wayback Machine.]
- https://letidor.ru/novosti/18-letnyaya-doch-eks-solistki-reflex-i-zvezdy-golosa Дочка Максимової вперше на сцені [Архівовано 25 грудня 2021 у Wayback Machine.]
- https://slavasev.ru/2019/10/09/bal-zolotoy-ryibki-vo-dvortse-kulturyi-ryibakov/ Ювілей Палацу культури Рибаков [Архівовано 25 грудня 2021 у Wayback Machine.]
- https://www.starhit.ru/novosti/podopechnaya-leonida-agutina-iz-golosa-syigral Весілля в Ніцці [Архівовано 25 грудня 2021 у Wayback Machine.]
- https://aif.ru/sport/summer/bokser_roy_dzhons_poluchi Олена Максимова та Рой Джонс [Архівовано 25 грудня 2021 у Wayback Machine.]
- https://www.starhit.ru/novosti/elena-maksimova-otvetila Відповіла на образу екс-коханого [Архівовано 25 грудня 2021 у Wayback Machine.]
- https://vm.ru/moscow/328657-vserossijskij-festival Всеросійський фестиваль «Сім'я Росії» [Архівовано 25 грудня 2021 у Wayback Machine.]
- https://www.kp.ru/daily/26170.2/3056915/ Інтерв'ю- «у шоу бізнесі я не триманка» [Архівовано 25 грудня 2021 у Wayback Machine.]
- https://www.starhit.ru/novosti/uchastnitsa-golosa-poluchila Олена Максимова отримала травму в шоу «Точь в точь» [Архівовано 25 грудня 2021 у Wayback Machine.]
- https://www.starhit.ru/novosti/finalistka-shou-golos Олена Максимова написала гімн для фестивалю П'ять зірок [Архівовано 25 грудня 2021 у Wayback Machine.]